# Casselberry
Casselberry is een plaats (city) in de Amerikaanse staat Florida, en valt bestuurlijk gezien onder Seminole County.

## Demografie
Bij de volkstelling in 2000 werd het aantal inwoners vastgesteld op 22.629.
In 2006 is het aantal inwoners door het United States Census Bureau geschat op 24.647, een stijging van 2018 (8,9%).

## Geografie
Volgens het United States Census Bureau beslaat de plaats een oppervlakte van
18,4 km², waarvan 17,3 km² land en 1,1 km² water. Casselberry ligt op ongeveer 22 m boven zeeniveau.

## Plaatsen in de nabije omgeving
De onderstaande figuur toont nabijgelegen plaatsen in een straal van 8 km rond Casselberry.